# Afrofilistata fradei
Genre
Espèce
Synonymes
- Filistata fradei Berland & Millot, 1940

Afrofilistata fradei, unique représentant du genre Afrofilistata, est une espèce d'araignées aranéomorphes de la famille des Filistatidae.

## Distribution
Cette espèce se rencontre en Afrique de l'Ouest et en Afrique centrale.

## Publications originales
- Berland & Millot, 1940 : Les araignées de l'Afrique occidental français. II, Cribellata. Annales de la Société Entomologique de France, vol. 108, p. 149-160.
- Benoit, 1968 : Synopsis des Filistatidae africains (Araneae). Annali del Museo Civico di Storia Naturale Giacomo Doria, vol. 77, p. 92-102.